# 조선민주주의인민공화국의 정당
조선민주주의인민공화국의 정당은 정부의 기능에 커다란 영향을 행사하고 있으며 몇몇 정당은 조선로동당의 절대적인 권력의 행사로 인해 형식적인 정당에 그치고 있다.

## 공식 정당
조선민주주의인민공화국은 사실상 일당 독재 체제이다. 다만 소수 정당의 경우 집권당의 지도를 인정하면 이를 법으로 승인해야 한다.
조선민주주의인민공화국의 정치적 업무는 공산주의 국가와 같이 통일전선의 원칙을 통해 이루어지지만 드물게는 정당 간의 경쟁이 인정된다. 조선민주주의인민공화국의 정치 전선은 조국통일민주주의전선이라고 부른다. 조선민주주의인민공화국의 공식 정당은 다음과 같이 구성되어 있다.
| 정당명               | 위원장 (2023년 기준) | 최고인민회의 대의원 수(2019년) |
| -------------------- | -------------------- | ------------------------------ |
| 조선로동당           | 김정은               | 607                            |
| 조선사회민주당       | 김호철               | 50                             |
| 조선천도교청우당     | 리명철               | 22                             |
| 재일본조선인총연합회 | 허종만               | 5                              |
| 종교총회             | 미상                 | 3                              |

## 같이 보기
- 조선민주주의인민공화국의 정치

## 참고 문헌
- 《데일리NK》 (2014.7.2) 김정은 一族의 독재강화와 북한 小黨의 존재이유